# Gérard Mourou
Pour les articles homonymes, voir Mourou.
Gérard Albert Mourou, né le 22 juin 1944 à Albertville (Savoie), est un physicien français qui s'est investi dans le domaine des champs électriques et du laser. Il est le co-inventeur d'une technique d'amplification par dérive de fréquence qui fut utilisée pour créer des impulsions ultracourtes de très haute puissance (de l'ordre du térawatt) dans les lasers à impulsions. Il reçoit pour cette invention, conjointement avec Donna Strickland, le prix Nobel de physique en 2018. En Octobre 2024, il rejoint la prestigieuse Université de Pékin en Chine en tant que professeur titulaire afin de contribuer à la création d'un nouvel institut pour la recherche scientifique dans les domaines de la physique des lasers, de la physique des particules, de la physique nucléaire, de la physique médicale et de l'astrophysique.

## Biographie

### Formation
Né en 1944 à Albertville, Gérard Mourou, après une année passée au cours complémentaire de Beaurepaire et un cycle achevé à la « nat » de Voiron, fait ses études supérieures à l'université de Grenoble, où il obtient une maîtrise en physique en 1967.
Il travaille ensuite sur l'étude de la variation de fréquence des lasers à rubis déclenchés, et obtient en 1970, à l'université Pierre-et-Marie-Curie, le doctorat de troisième cycle dans la spécialité « optique approfondie ».

### Carrière scientifique
Il poursuit sa recherche au Canada, au laboratoire de recherche en optique et laser de la faculté des sciences de l'université Laval, où il travaille sur les lasers à impulsions brèves appliqués à l'étude des colorants en solution. Il obtient en 1973 pour ces travaux le doctorat d'État en sciences à l'université Pierre-et-Marie-Curie. Il travaille ensuite un an au département de chimie de l'université de Californie à San Diego puis rejoint le laboratoire d'optique appliquée (LOA), laboratoire commun à l'École nationale supérieure de techniques avancées (ENSTA Paris) et à l'École polytechnique, où il crée un groupe de recherche sur les sciences ultrarapides.
En 1977 il part aux États-Unis à l'université de Rochester comme scientist au laboratoire pour l'énergie laser. Il devient ensuite senior scientist, directeur du groupe de recherche « picosecond » ainsi que professeur à l'institut d'optique de l'université. Il supervise la thèse de doctorat, soutenue en 1989, de Donna Strickland, avec laquelle il partagera le prix Nobel de physique en 2018.
En 1988, il rejoint en tant que professeur le département de génie électrique et informatique de l'université du Michigan, où il fonde et dirige un laboratoire sur les sciences ultrarapides qui devient en 1991 le nouveau centre pour les sciences optiques ultrarapides financé par la National Science Foundation (NSF). Il est également professeur au département de physique appliquée. En 1995, il deviendra le A. D. Moore distinguished university professor of electrical engineering and computer science.
En 1994, Gérard Mourou et son équipe de l'université du Michigan découvrent le phénomène de filamentation laser femtoseconde. Ils montrent que la propagation dans l'atmosphère d'un faisceau laser d'une puissance de quelques gigawatts donne lieu à un équilibre entre l'auto-focalisation due à l'effet Kerr et l'effet défocalisant de la diffraction et de l'ionisation, sous forme d'un mince « filament » qui se comporte comme un guide d'ondes pour l'impulsion lumineuse, limitant ainsi sa divergence.
Au début des années 2000, après trente ans passés aux États-Unis, il rentre en France pour prendre, de 2005 à 2009, la direction du LOA, devenu unité mixte de l'École polytechnique, du CNRS et de l'ENSTA ParisTech.
En 2007, il crée l'Institut de la lumière extrême (ILE) qui a pour objectif la construction sur le plateau de Saclay du premier laser femtoseconde de 10 pétawatts de puissance baptisé Apollon. Parallèlement, il lance le projet européen Extreme Light Infrastructure (ELI) qui permettra la construction de trois grandes installations laser pétawatt de pointe dans plusieurs pays d'Europe.
En 2013, il lance le projet ICAN, qui doit améliorer les lasers ultracourts par la combinaison cohérente d'un grand nombre de fibres optiques. XCAN, un démonstrateur est construit à l'École polytechnique en partenariat avec l'entreprise Thales.
En 2018, lors d’une présentation au Forum Innovation Défense, Gérard Mourou a estimé que des lasers ultras intenses et « grand flux » (pouvant irradier des quantités plus importantes de matière) pourraient  être utilisés pour bombarder les noyaux atomiques d’isotopes radioactifs en modifiant leurs propriétés (par exemple en ajoutant ou retirant un neutron du noyau)... Certains atomes pourraient perdre leur radioactivité en 30 min, au lieu d'une durée de l’ordre du million d’année dans la nature espère-t-il, tout en pondérant son propos : « La transmutation des déchets nucléaires est un sujet important, mais il ne faut pas donner de faux espoirs ». Il a proposé au CEA une éventuelle collaboration sur ce thème, en espérant obtenir de premiers résultats en 10 à 15 ans. Benoît Deveaud note qu’« on n’a jamais développé un laser avec de telles fréquences, on n’a jamais obtenu une telle intensité pour un laser et on n’a jamais eu besoin d’autant de neutrons pour réaliser ce projet, » ; G. Mourou veut commencer ses tests de transmutation/laser sur des noyaux radioactifs très lourds en utilisant le laser Apollon (alors l'un des plus puissants au monde, atteignant 10 PW, mais ne délivrant qu’une impulsion par minute, ce qui est très insuffisant pour transmuter des quantités significatives de déchets radioactifs). Il peut s'appuyer pour cela sur les installations des projets projet XCAN et post-XCAN du Laboratoire d'Utilisation des Lasers Intenses à l'X (LULI), montées en collaboration avec Thalès et la Direction générale de l'Armement  où il est professeur au Collège de l’École polytechnique.
Depuis 2024, il est directeur du département de physique de l'université de Pékin.

### Une controverse
En 2009, il participe au tournage d'un court métrage humoristique Have you seen ELI ? faisant la publicité d'ELI. Le Monde rappelle en 2018, le jour où est officiellement annoncée l'attribution du prix Nobel à Gérard Mourou, que certains craignaient depuis que ce « clip potache » ne lui « barre la route de Stockholm ». Le CNRS, crédité au générique, publie le 5 octobre 2018 un communiqué déclarant que « [cette vidéo] contient des images dégradantes pour les femmes et contraires aux valeurs auxquelles l'École polytechnique, l'ENSTA ParisTech et le CNRS sont attachés ». Le comité Nobel de l'Académie royale des sciences condamne la vidéo par la voix de son secrétaire Göran K. Hansson qui déclare : « elle fait écho à des attitudes que l'Académie royale des sciences de Suède ne partage pas »; néanmoins il souligne que le tournage est maintenant daté et justifie le choix de l'Académie : « nous avons récompensé les découvertes et inventions fantastiques du professeur Mourou [...]. Ce n’est pas un prix pour des vidéos ou des films, c’est un prix pour la science ». Le principal intéressé se défend : « Le clip remonte maintenant à déjà quelques années et je ne me doutais pas que ce serait l'un des sujets abordés pour ce prix Nobel », « Il existait d'autres clips de ce genre à l'époque et j'ai donc accepté (...). Certaines personnes se sont montrées très critiques, mais heureusement, la plupart des gens ont compris le ton humoristique de cette vidéo » il évoque un clip tourné avec « humour » pour « montrer la science sous un angle décontracté ».

## Distinctions

### Prix
En 1995, il reçoit le prix R. W. Wood de l'Optical Society of America.
En 2007, il reçoit le prix Lazare Carnot, et le 3 juin 2009, le prix Charles H. Townes 2009 de l'Optical Society of America. Ce prix très prestigieux est décerné pour des travaux en optique, laser et optique quantique.
En septembre 2018, l'American Physical Society lui décerne le prix Arthur L. Schawlow in Laser Science pour sa contribution à l’avancement de la recherche fondamentale en physique du laser et de ses applications.
En octobre 2018, il reçoit le prix Nobel de physique conjointement avec la Canadienne Donna Strickland (qui réalisa son doctorat sous sa direction) « pour leur méthode de génération d’impulsions optiques », qui a eu plusieurs applications dans le domaine médical. L'Américain Arthur Ashkin partage avec eux ce prix Nobel pour d'autres travaux sur le laser (pince optique).

### Décorations
- Officier de la Légion d'honneur À l'occasion de la promotion exceptionnelle du 31 décembre 2019 (chevalier en 2012)[19].

### Doctoratshonoris causa
Il a obtenu plusieurs Doctorat honoris causa :
- Université Laval ès Sciences ( Canada, 2005)[20]
- Université de Bucarest ( Roumanie, 2012)[21]
- École polytechnique ( France, 12 juin 2012)[22]
- Université Politehnica de Bucarest ( Roumanie, 27 novembre 2014)[23]